# Matthias Plachta
Matthias Plachta (* 16. května 1991, Freiburg im Breisgau, Německo) je německý lední hokejista polského původu, v současné době hraje za tým Arizona Coyotes v nadnárodní National Hockey League (NHL). Hraje na pozici centra.
Jeho otcem je bývalý polský lední hokejista a později trenér Jacek Płachta.

## Klubová kariéra
V Německu hrál za týmy Heilbronner Falken a Adler Mannheim.
28. května 2015 podepsal roční nováčkovský kontrakt s klubem Arizona Coyotes z National Hockey League.

## Reprezentační kariéra
Nastupoval za německé mládežnické výběry.
Zúčastnil se Mistrovství světa juniorů 2011 v USA.
Od roku 2011 je členem německé seniorské reprezentace v ledním hokeji. Hrál na MS 2014 v Bělorusku a MS 2015 v ČR. V roce 2018 hrál také na 23. Zimních olympijských hrách. Zde v semifinálovém zápase proti Kanadě vstřelil druhý gól německého týmu.